# کرت‌بندی (خاک‌کاری)

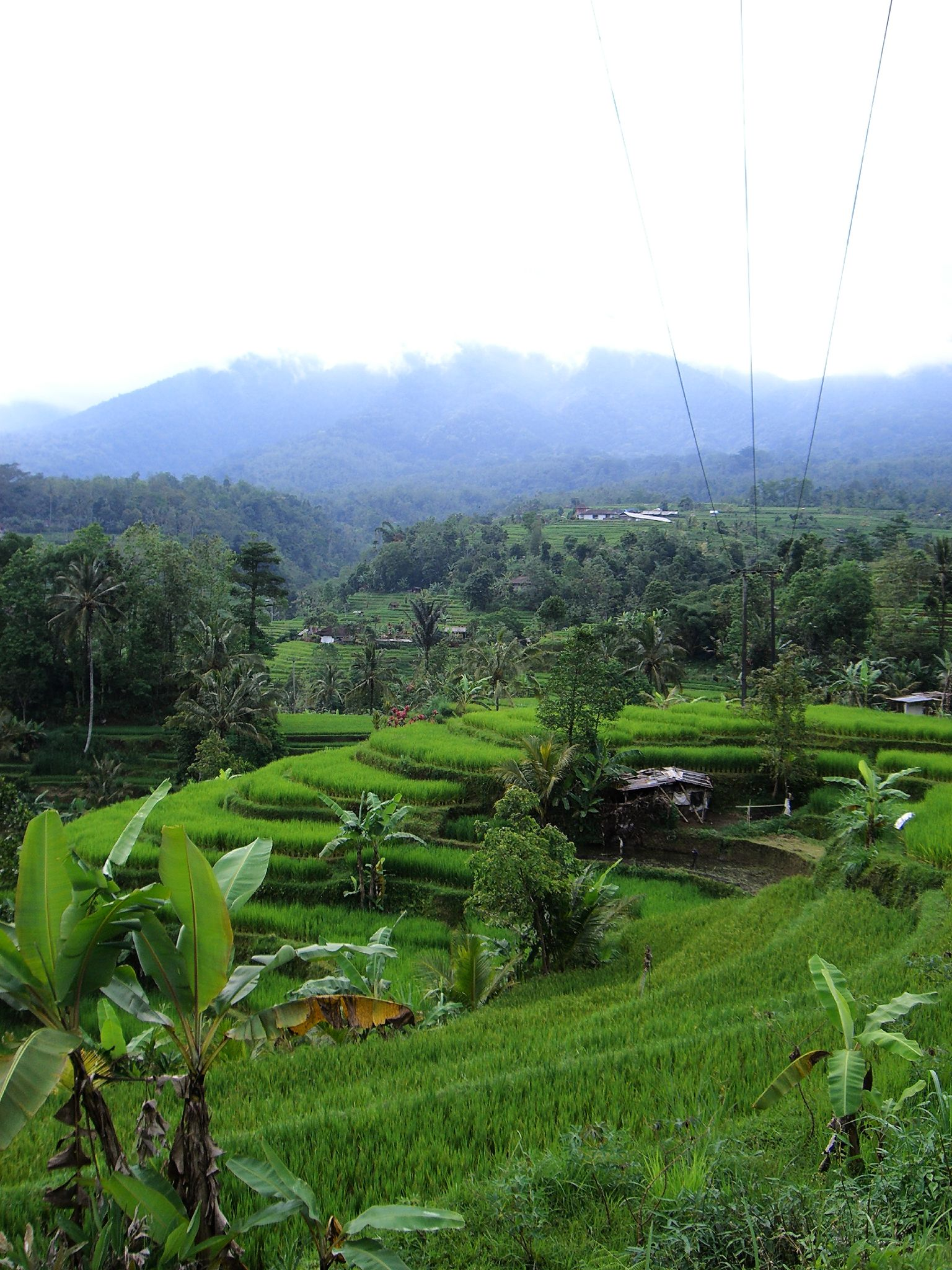
کرت‌بندی‌های برنج، بدوگول، بالی.

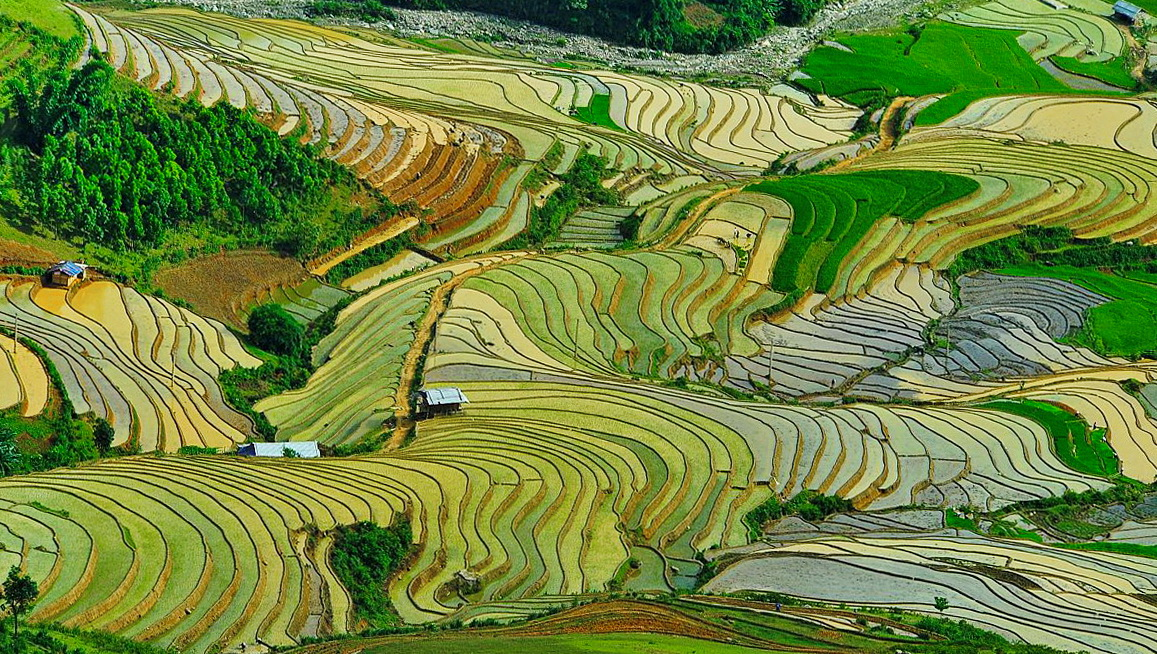
کرت‌بندی‌های برنج در ویتنام ، در نزدیکی Khau Phạ Pass، منطقه Mù Cang Chải

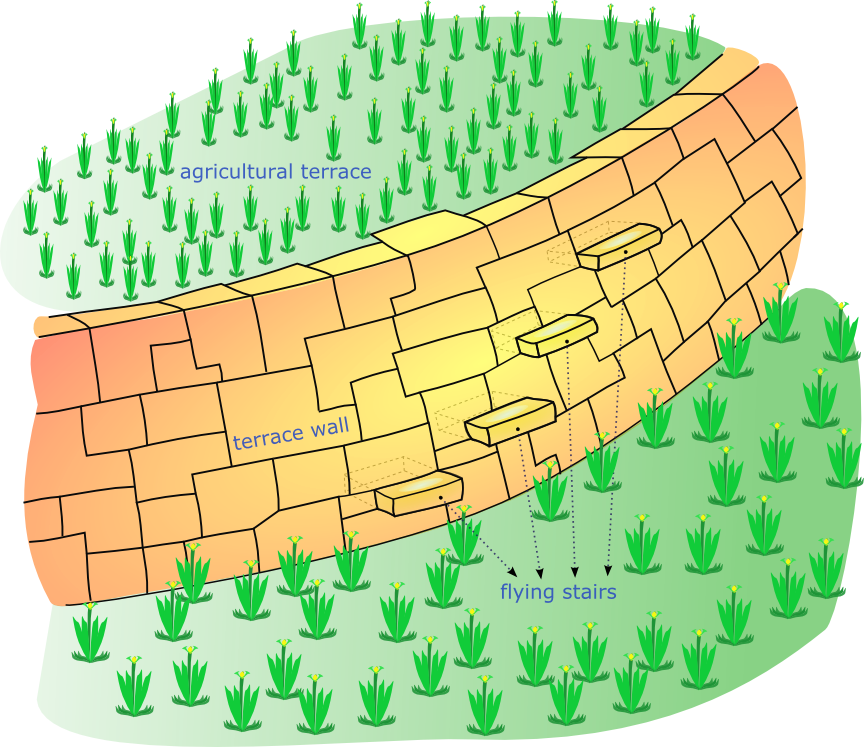
نمودار نشانگر مهندسی کرت‌بندی اینکا برای کشاورزی.

کرت‌بندی یا کردبندی در کشاورزی (به انگلیسی: Terrace) به زمینِ ناهموار یا شیب‌داری گفته می‌شود که آن را پلکانی به شکل ردیف‌هایی در آورده‌اند که در آن بخش‌های تختی درست شده باشد که بتوان برای کشاورزی یا منظره‌سازی به‌کار برد. انجام کرت‌بندی در زمین‌های تپه‌ای یا کوهستانی ضروری است و بدون آن کشاورزی در این جاها دشوار خواهد بود. زمین‌های کرت‌بندی‌شده فرسایش خاک و نیز رواناب سطحی را کاهش می‌دهد. همچنین برای پشتیبانی از محصولاتی مانند برنج که نیاز به آبیاری به شکل غرقابی دارند به کار گرفته می‌شود.
در ایران این روش در زمین‌های کشاورزی زیادی که الزاماً شیب‌دار نیست نیز به کار می‌رود و به تقسیم زمین به مزارع و باغچه‌ها به بخشهای برابر و منظم گفته می‌شود که امکان آبیاریِ گیاهانِ کاشته‌شده در بین کرت‌ها را به سادگی فراهم می‌کند. واژه کرت در فارسی به هر یک از این بخشهای تقسیم‌بندی‌شده در زمین اشاره دارد.
به دلیل اهمیت بسیار زیاد این روش کرت‌بندی‌های شالیزارهای برنج کوردیلرا در فیلیپین در میراث جهانی یونسکو ثبت شده است.

## کاربردها
از شالیزارهای کرت‌بندی‌شده به گستردگی در کشت برنج، گندم و جو در شرق آسیا، جنوب آسیا و جنوب شرقی آسیا و همچنین حوضه مدیترانه، آفریقا و آمریکای جنوبی کاربرد دارد. کشاورزیِ کرت‌بندی‌شده در مناطقی که آب و هوای خشک دارند مانند سرتاسر حوضه مدیترانه گستردگی دارد. از این روش در تاکستانهای انگور و برای کاشت و پرورش درختان زیتون، بلوط چوب‌پنبه‌ای و دیگر محصولات به کار برده می‌شود.

## شیوه‌های کرت‌بندی
در کرت‌بندی، افزون بر اندازه و ابعاد کرت، راستای کرت با قائمه بودن گوشه‌های کرت و محل ورود آب اهمیت دارد. اندازه کرت به نوع خاک یا به بیان بهتر مقدار نفوذپذیری خاک، شیب زمین و مقدار آب در هر نوبت آبیاری بستگی دارد. هرچقدر نفوذپذیری خاک بیشتر، شیب زمین بیشتر و مقدار آب کمتر باشد، اندازه کرت‌ها کوچک‌تر خواهد بود.
راستای کرت باید در جهت آبیاری باشد. یعنی اینکه آب از دریچه یا دریچه‌هایی واقع در ضلع بالادست به داخل کرت وارد شده و در سطح کرت و امتداد شیب آن حرکت کند. شیب مناسب کرت برحسب عوامل مختلف متفاوت بوده و اغلب یک در هزار مطلوب است. اگر نفوذپذیری خاک زیاد باشد، شیب طولی را بیشتر و طول کرت را کمتر انتخاب می کنند و برعکس، شیب عرضی کرت باید در حد صفر باشد. وقتی که مقدار آب ورودی زیاد باشد یا نوع زراعت مانند کشت برنج ایجاب کند که مدتی آب در زمین باقی بماند مرز کرت‌ها را بلندتر و پهن‌تر (مقاوم‌تر) انتخاب می‌کنند.

## تصاویر

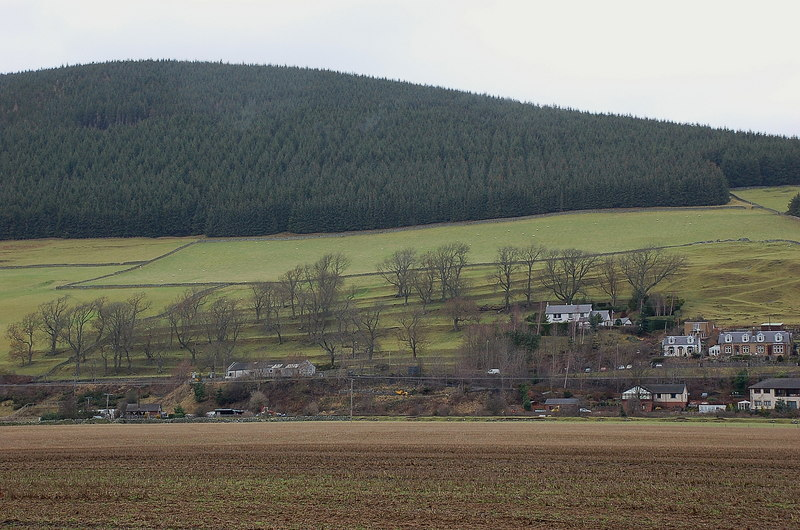
کرت‌بندی‌های والکربرون
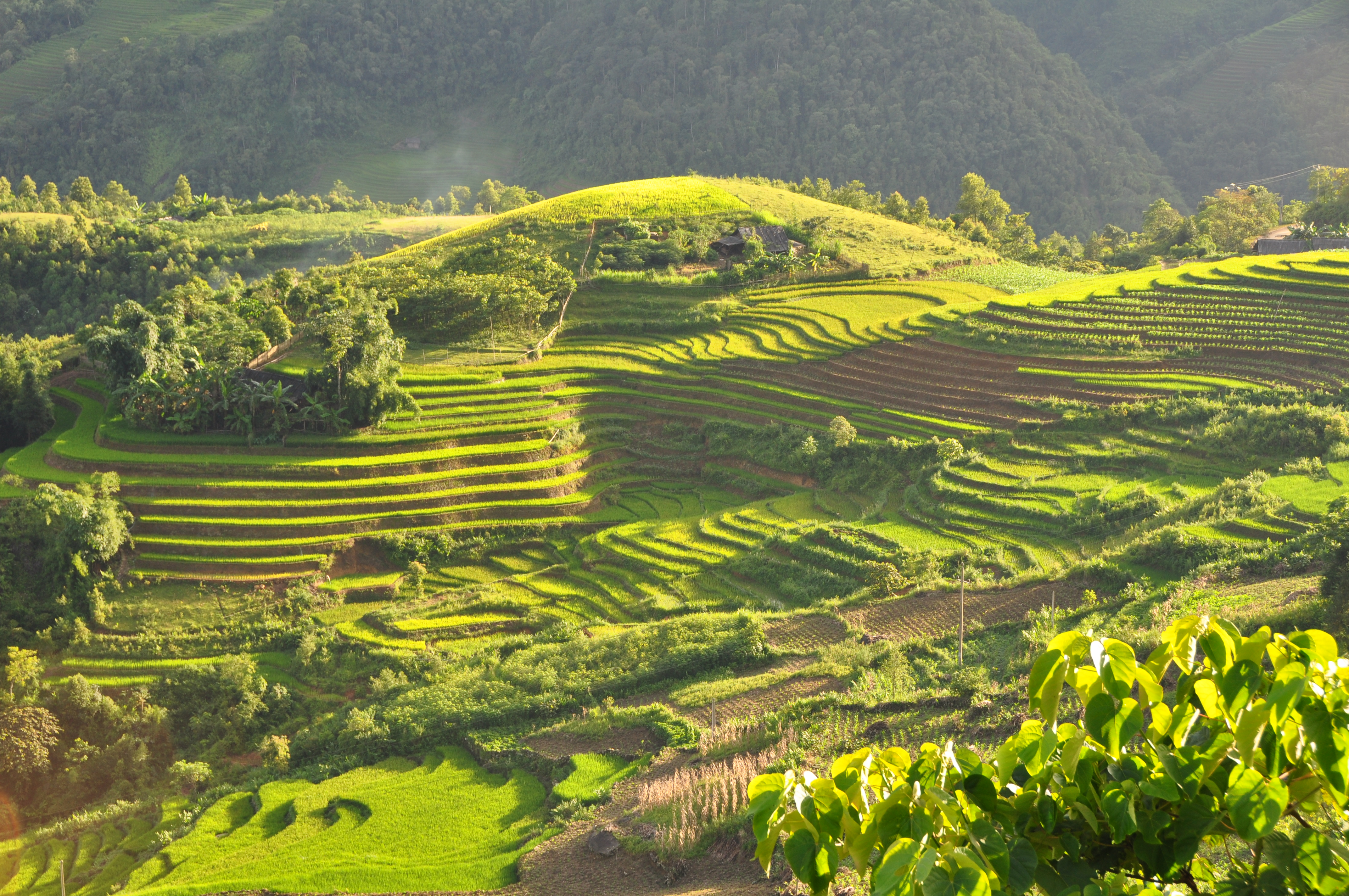
کرت‌بندی‌های در سا پا در ویتنام.
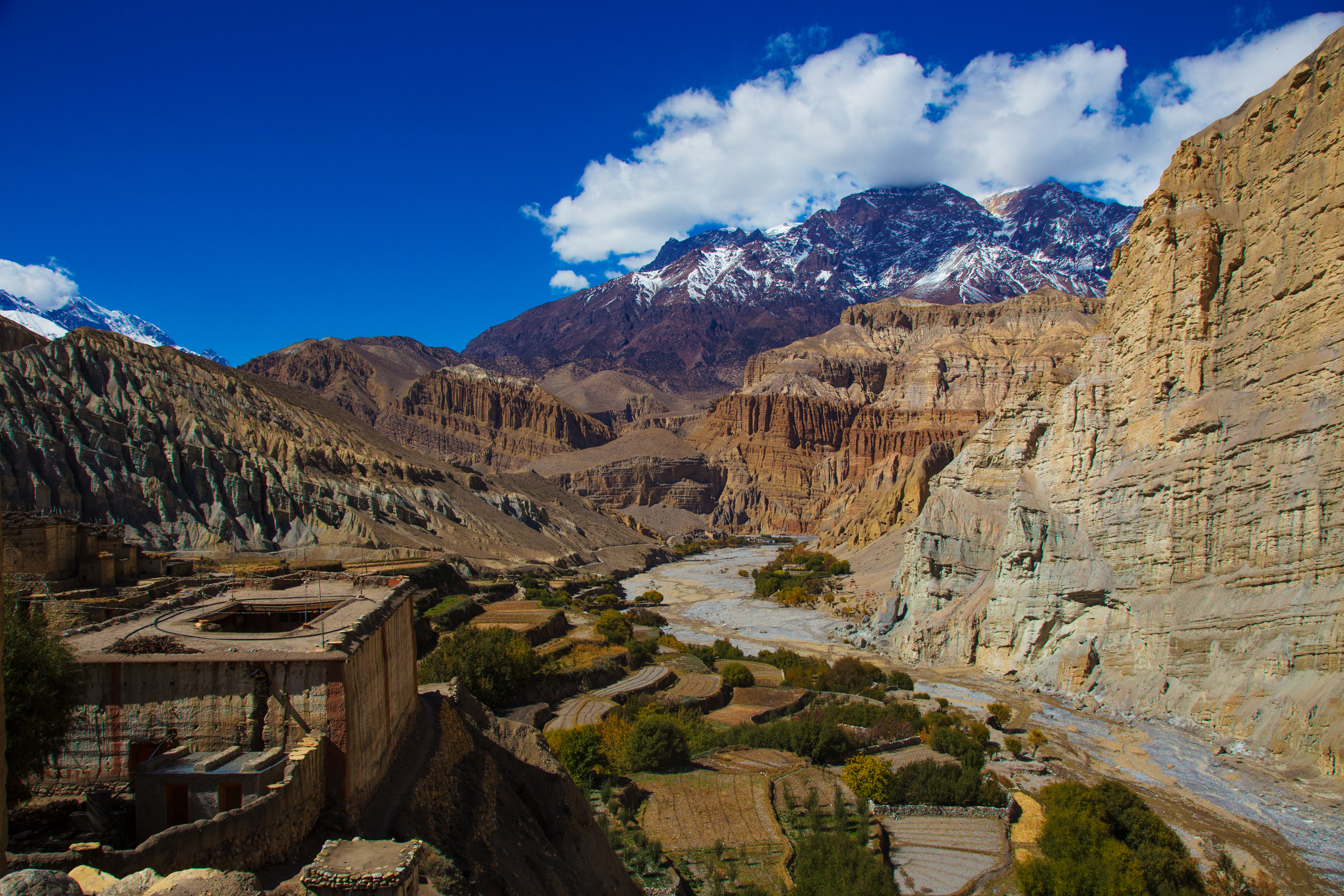
مزارع کرت‌بندی‌شده روستای تتنگ ، منطقه موستانگ
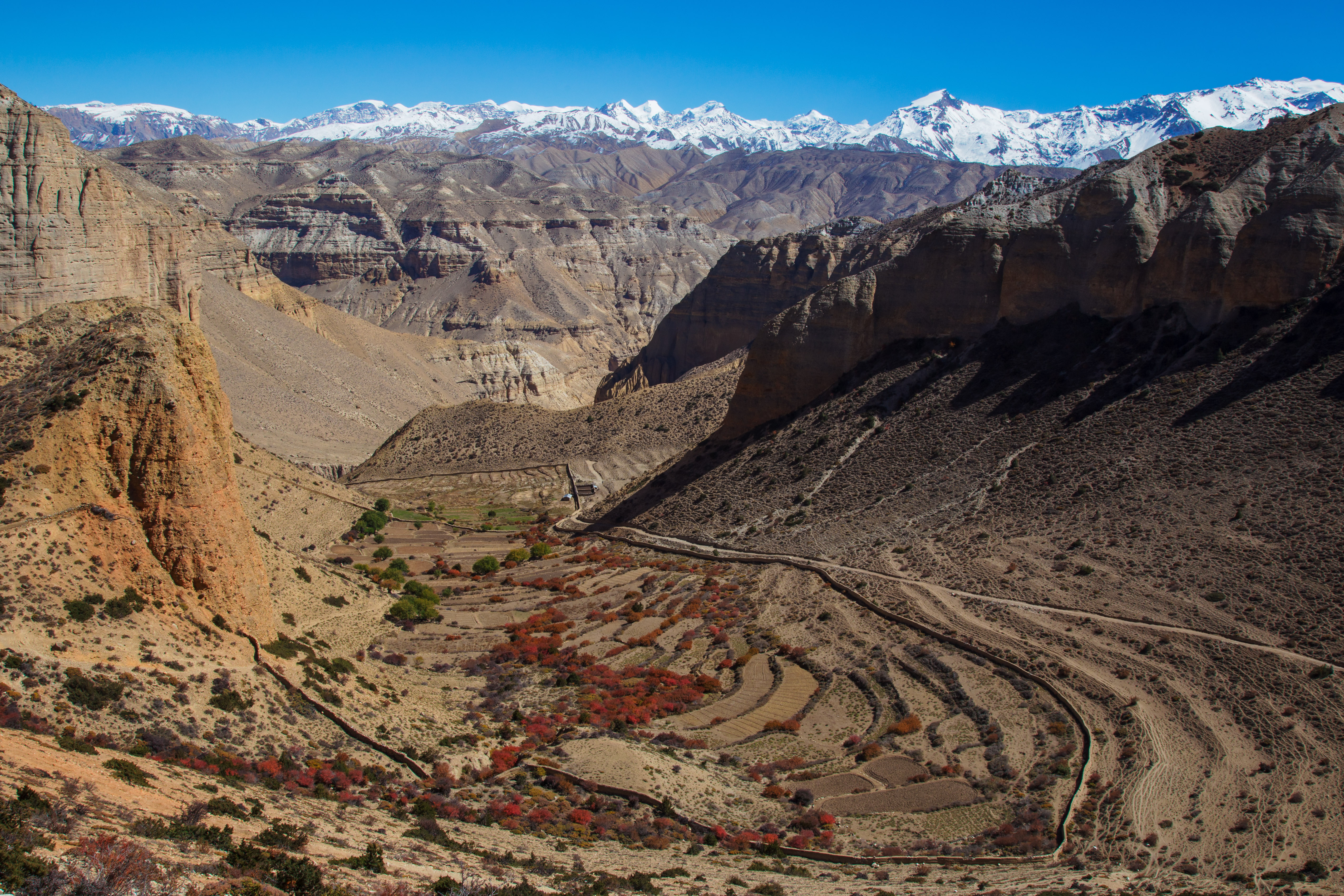
مزارع کرت‌بندی‌شده در منطقه ماستانگ علیا در نپال
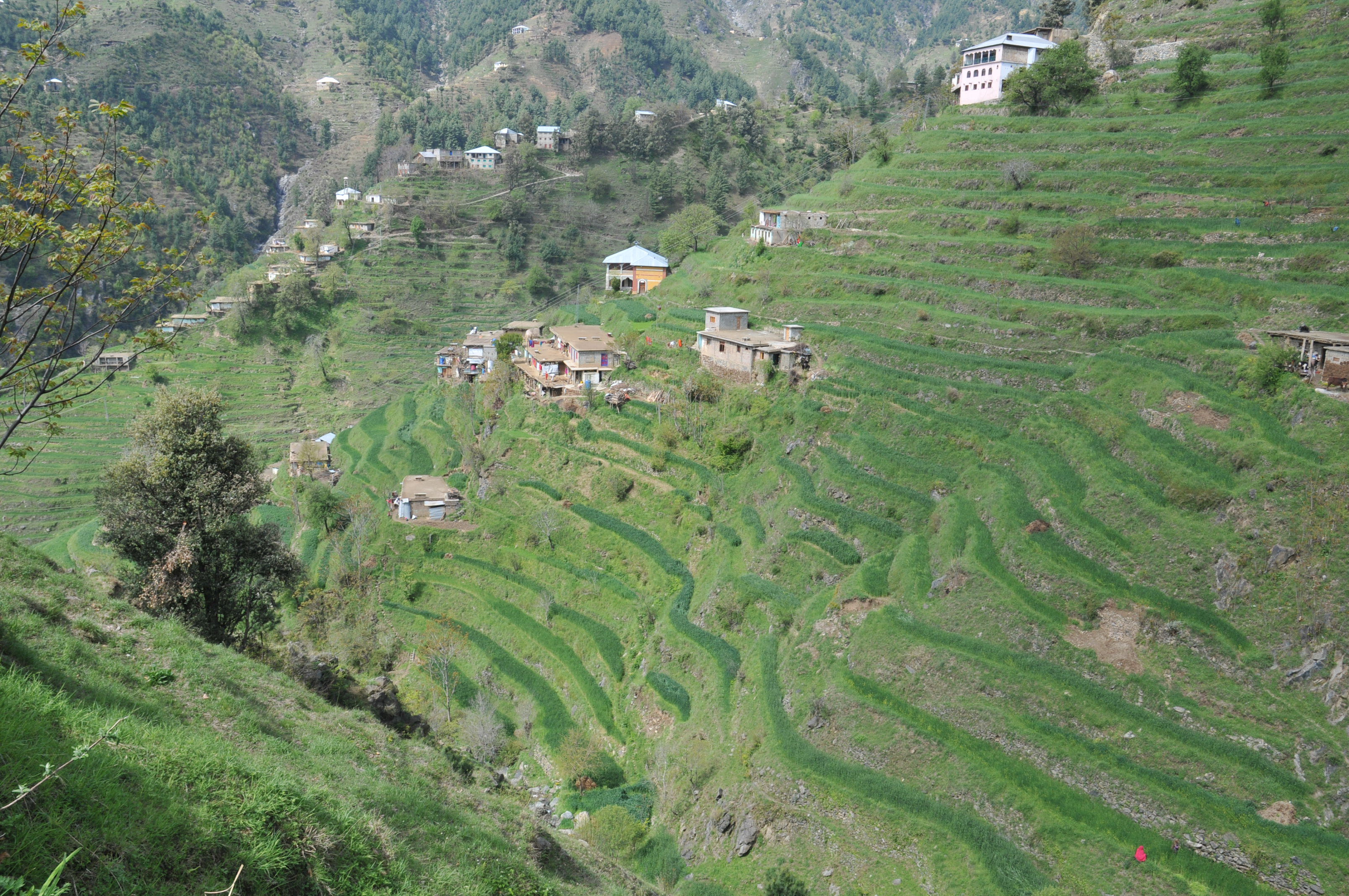
زمین مرتفع در منطه کبال سوات در پاکستان
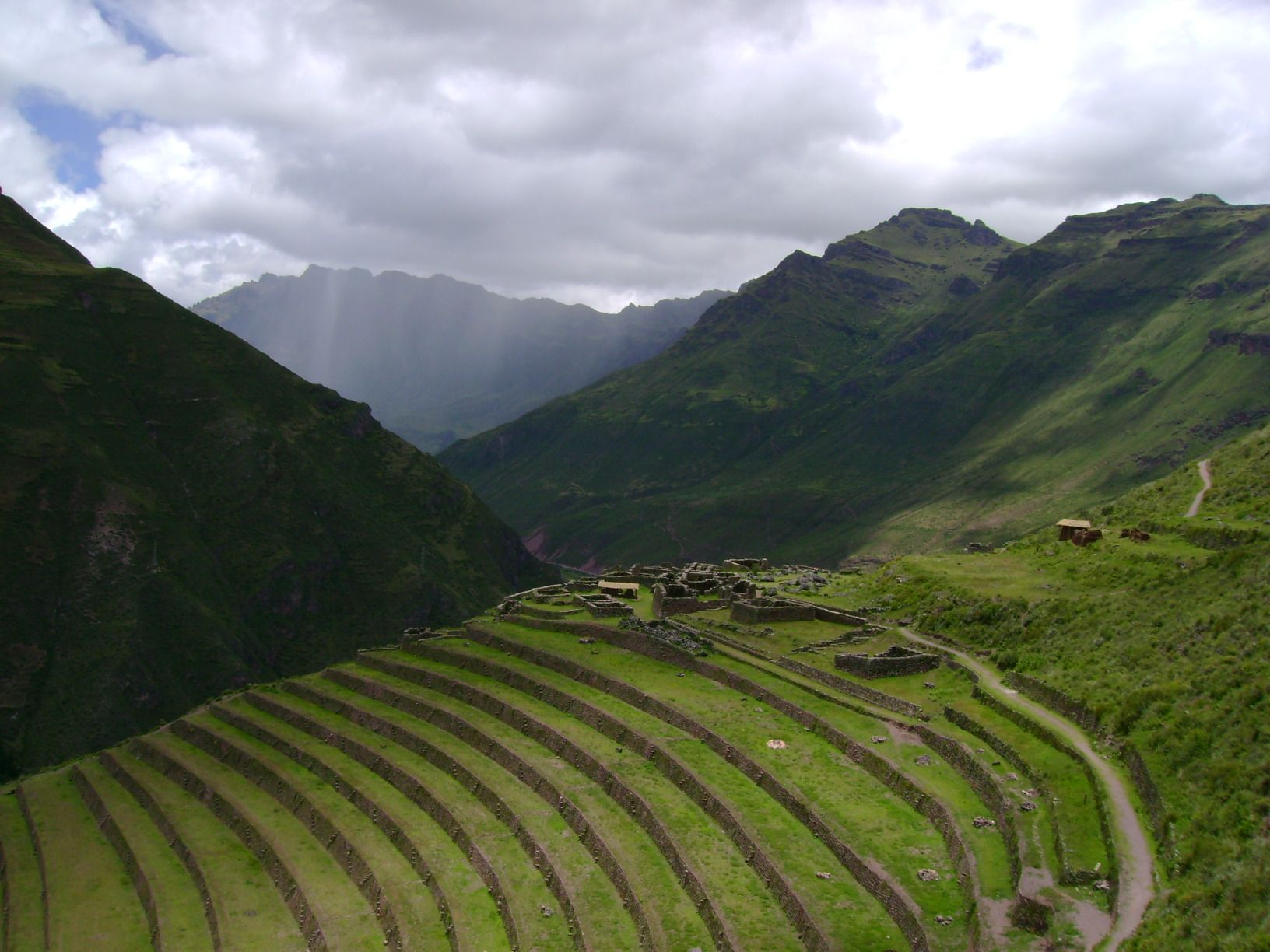
زمین کشاورزی در پرو که توسط اینکا کرت‌بندی شده است
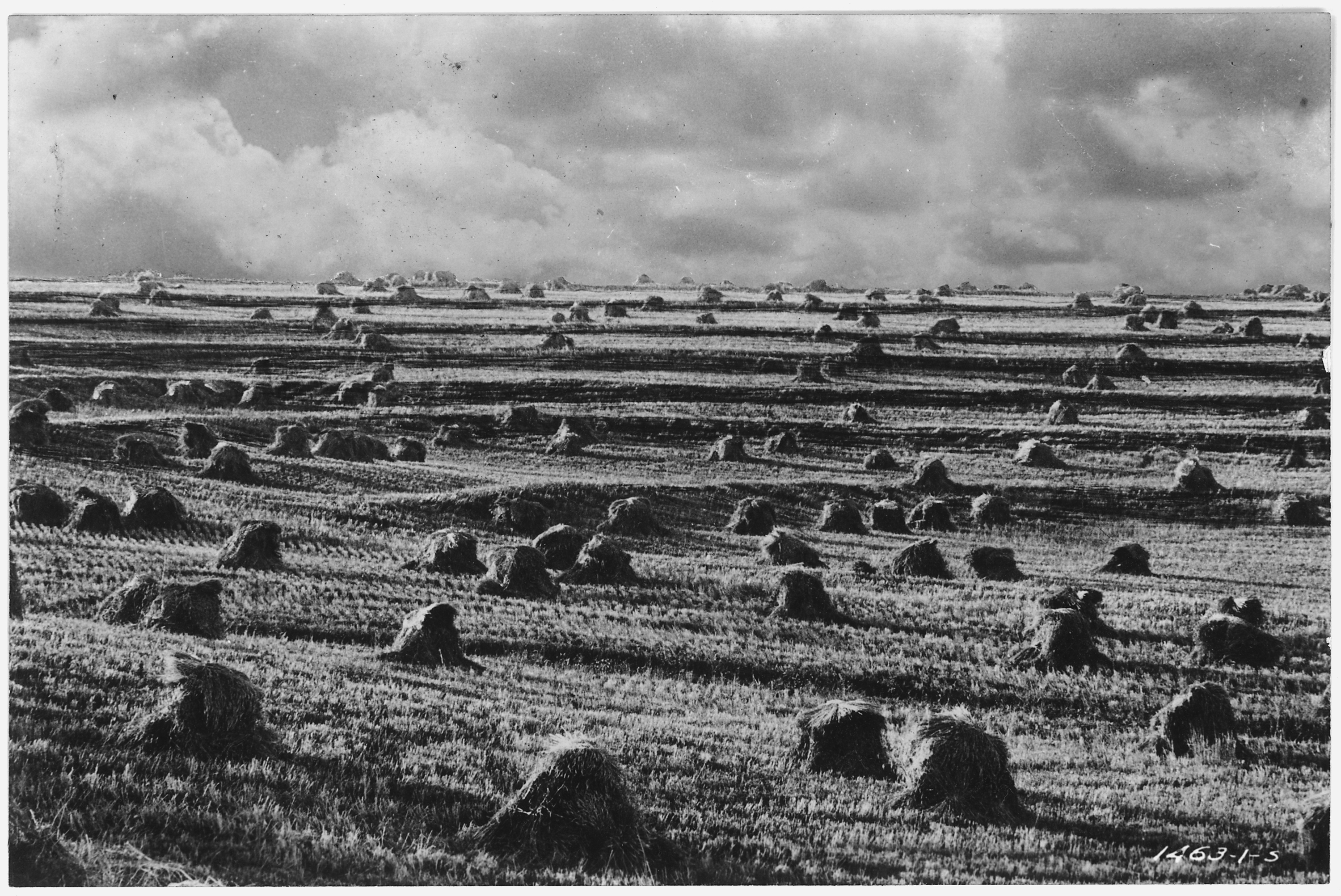
مزارع یونجه کرت‌بندی‌شده در حوضه رودخانه می سی سی پی بالا در دهه ۱۹۳۰.
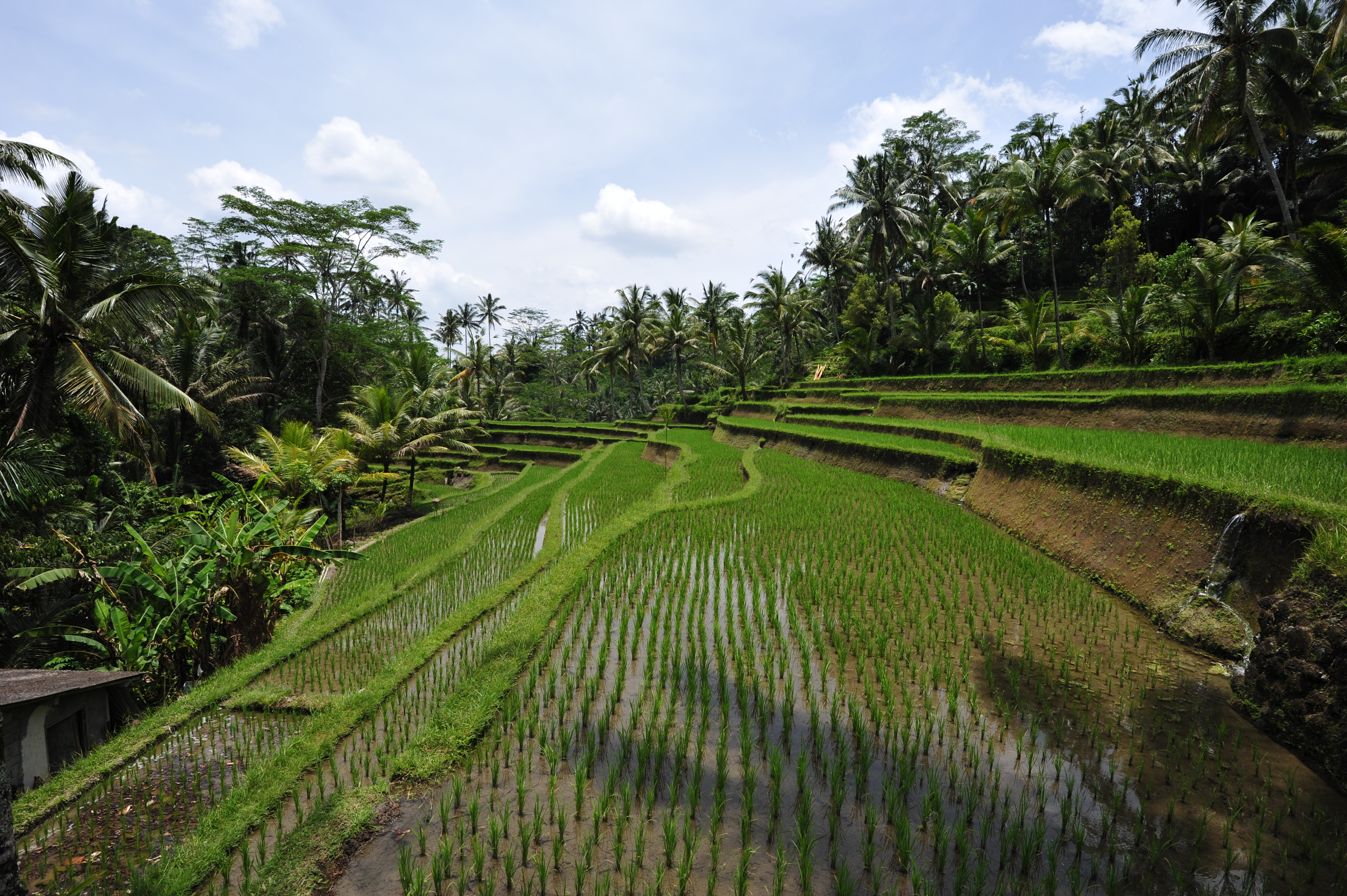
شالیزار برنج کرت‌بندی‌شده در بالی در اندونزی.
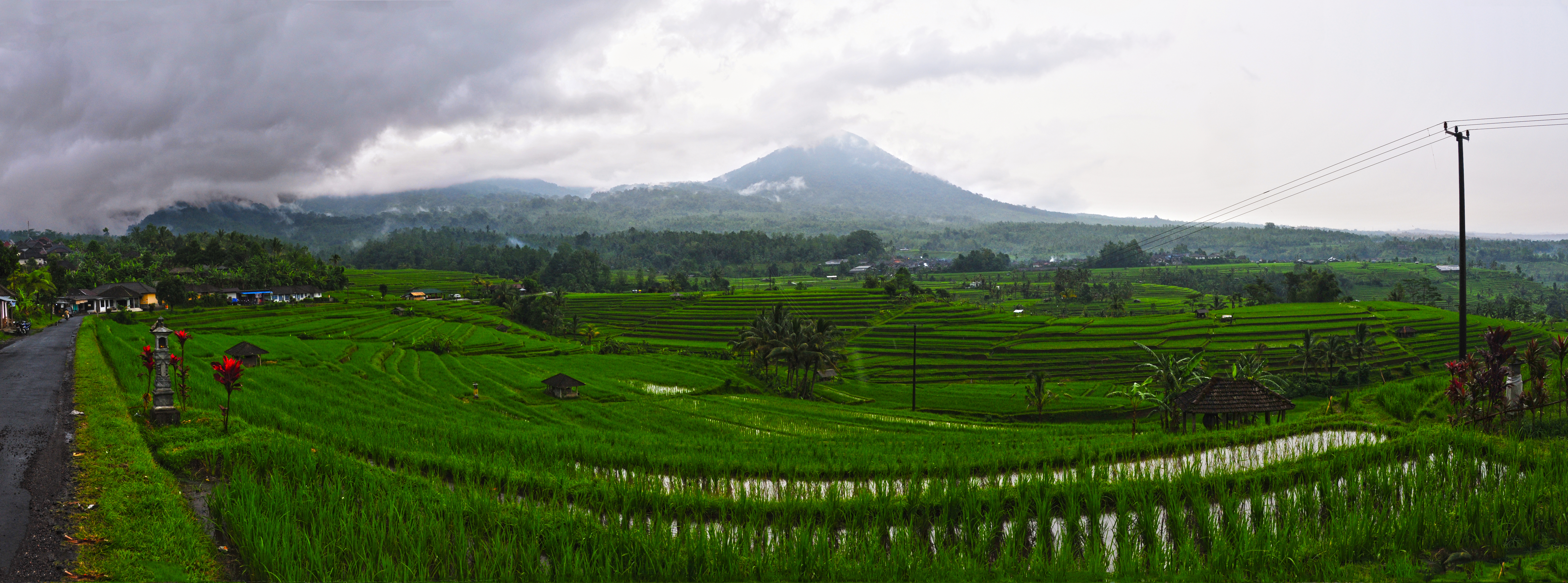
شالیزار برنج کرت‌بندی‌شده جاتیلوث در بالی، اندونزی.
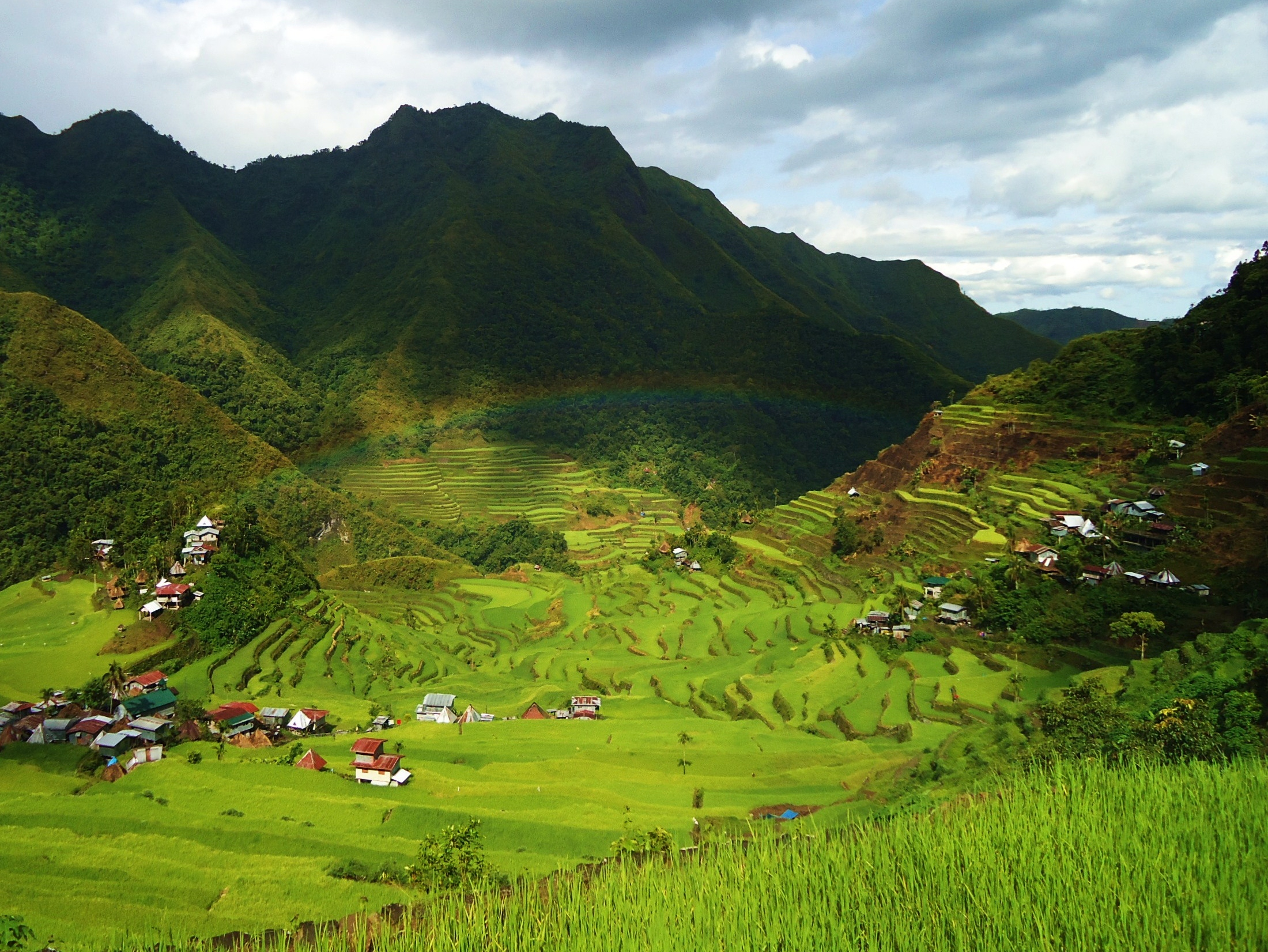
شالیزار برنج کرت‌بندی‌شده Batad در ایفوگائو، فیلیپین.
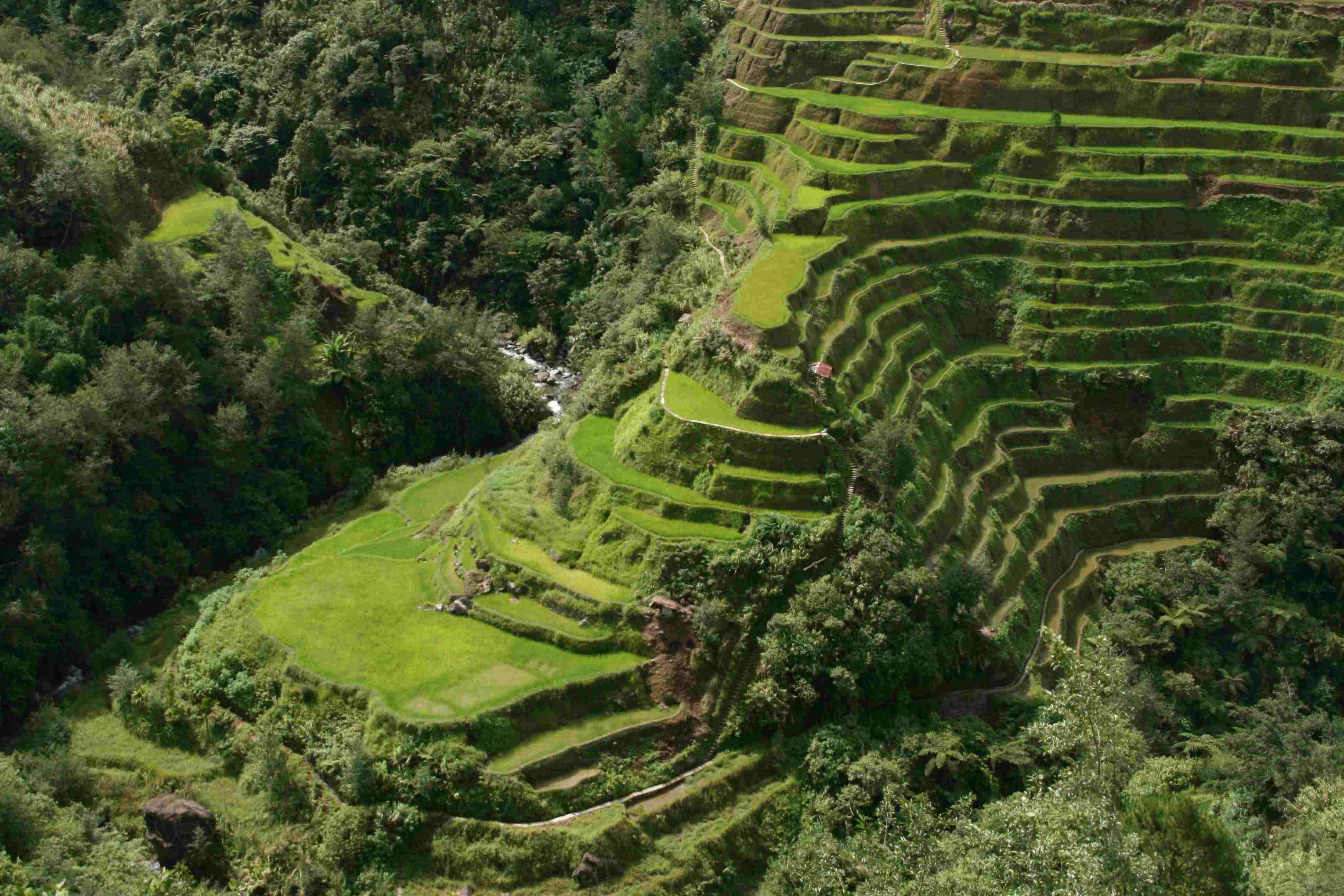
شالیزارهای پلکانی بانائو در ایفوگائو، فیلیپین.
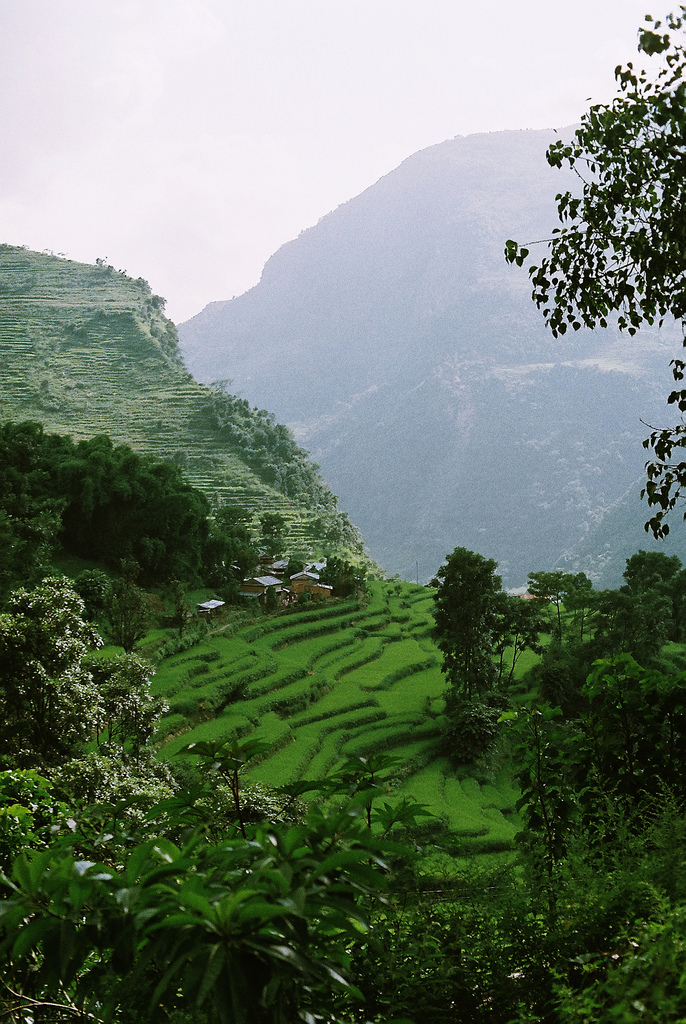
کشت برنج ، هیمالیای سفلی ، نپال.
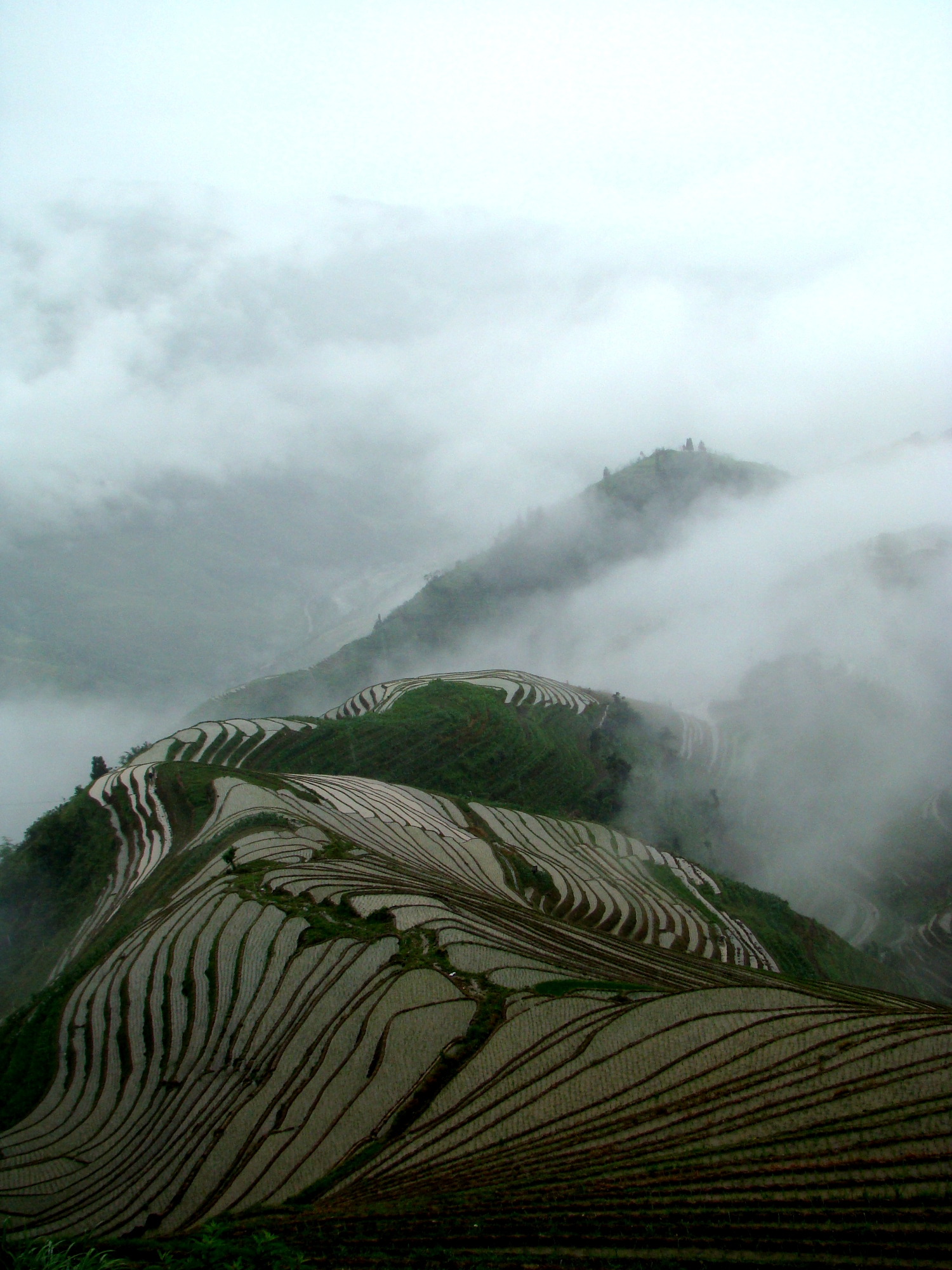
شالیزار برنج کرت‌بندی‌شده لانگشنگ در شهرستان لانگشنگ، استان گوانگشی، چین جنوبی.
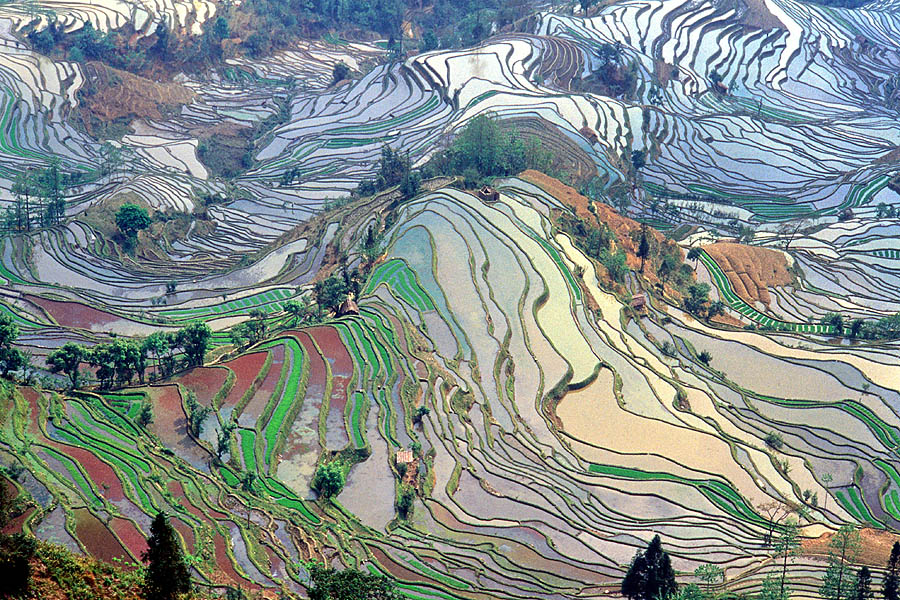
الگوی انتزاعی شالیزارهای برنج کرت‌بندی‌شده در شهرستان یوانیانگ (یون‌نان)، چین
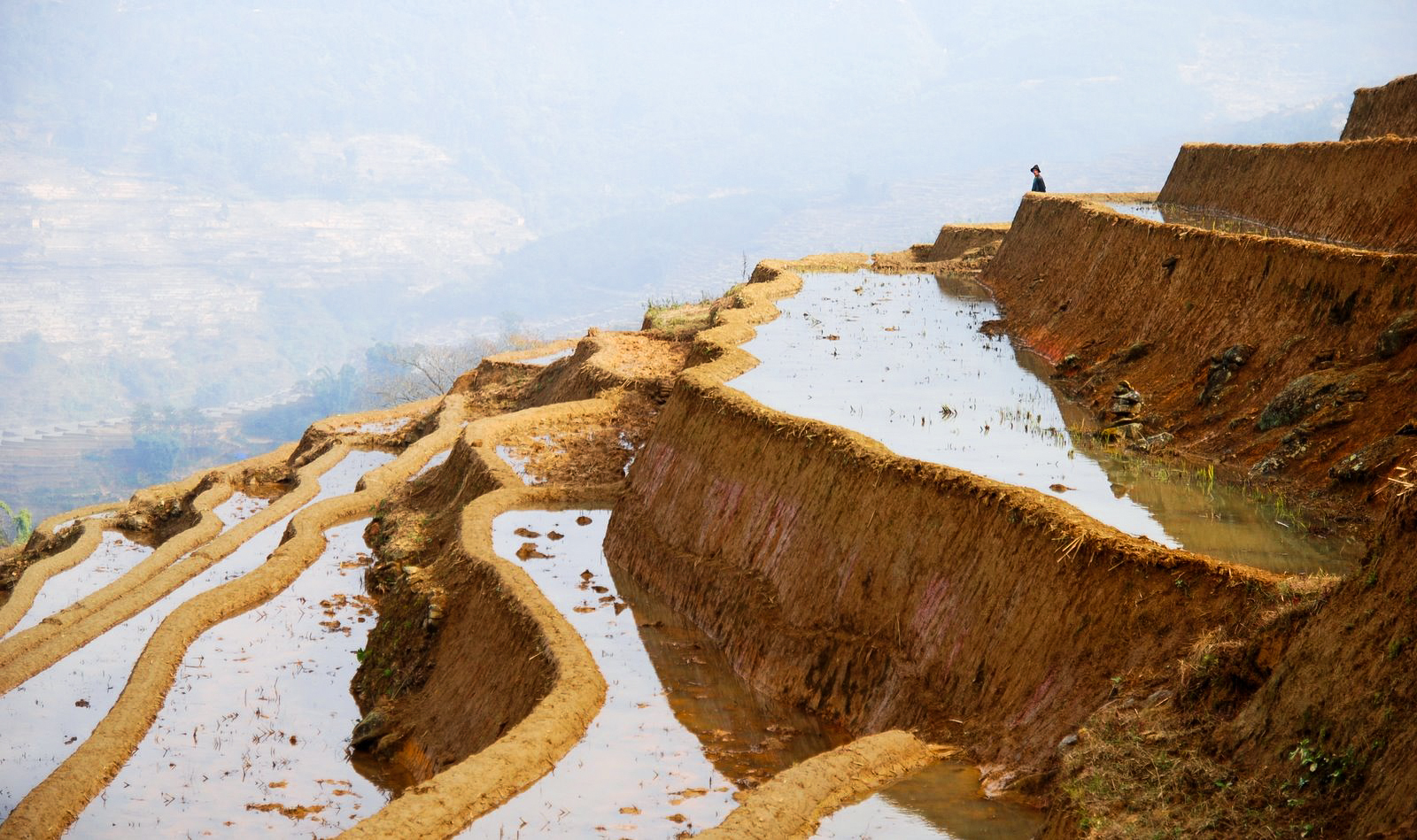
تصویری از یوان یانگ، نشان دادن دیوارهای کرت‌بندی‌شده پس از برداشت، برداشت علف‌های هرز، جاری شدن سیل و شخم زدن.
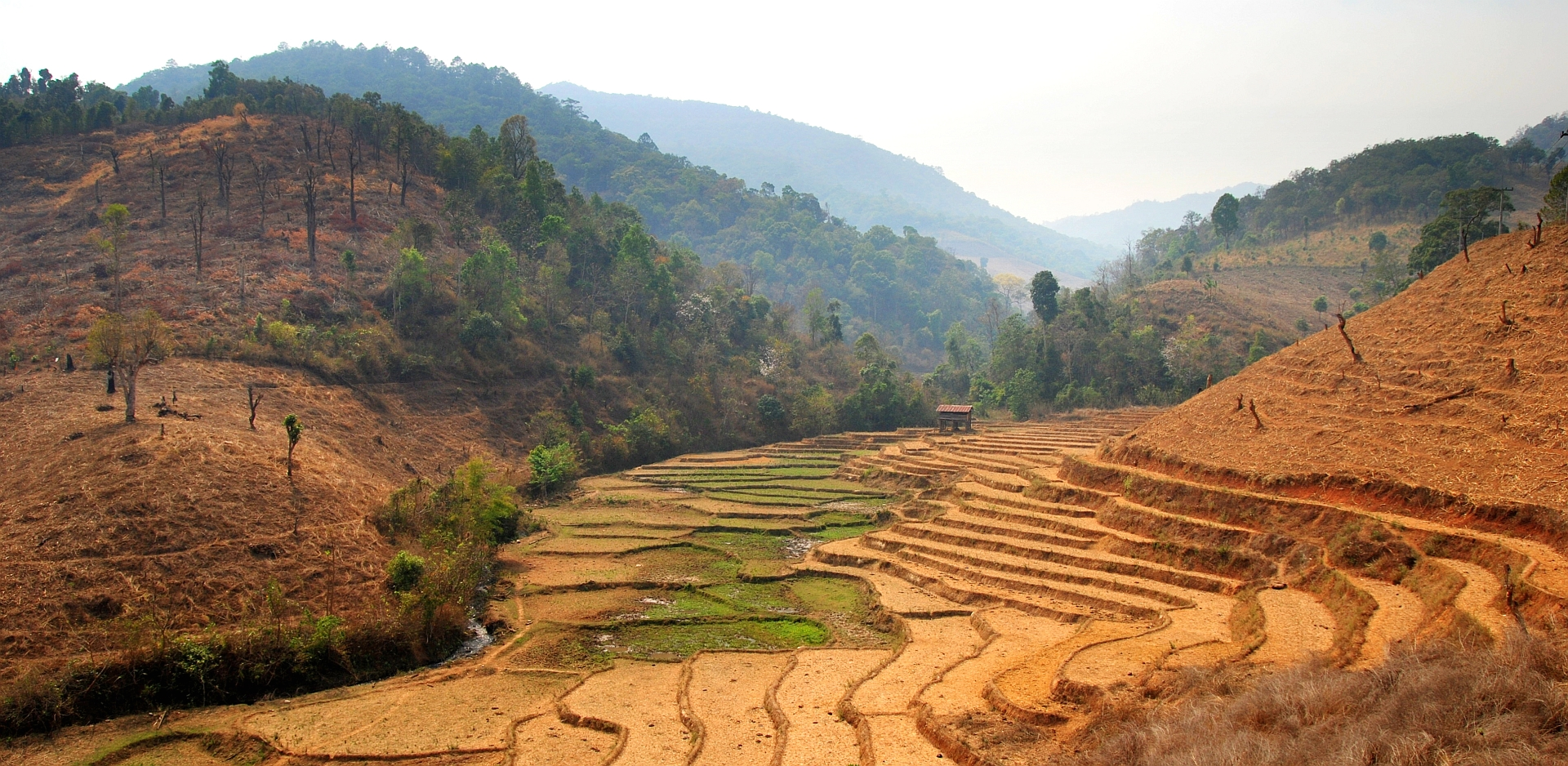
مزارع کرت‌بندی‌شده در پایان فصل خشک در ناحیه تایلند شمالی.
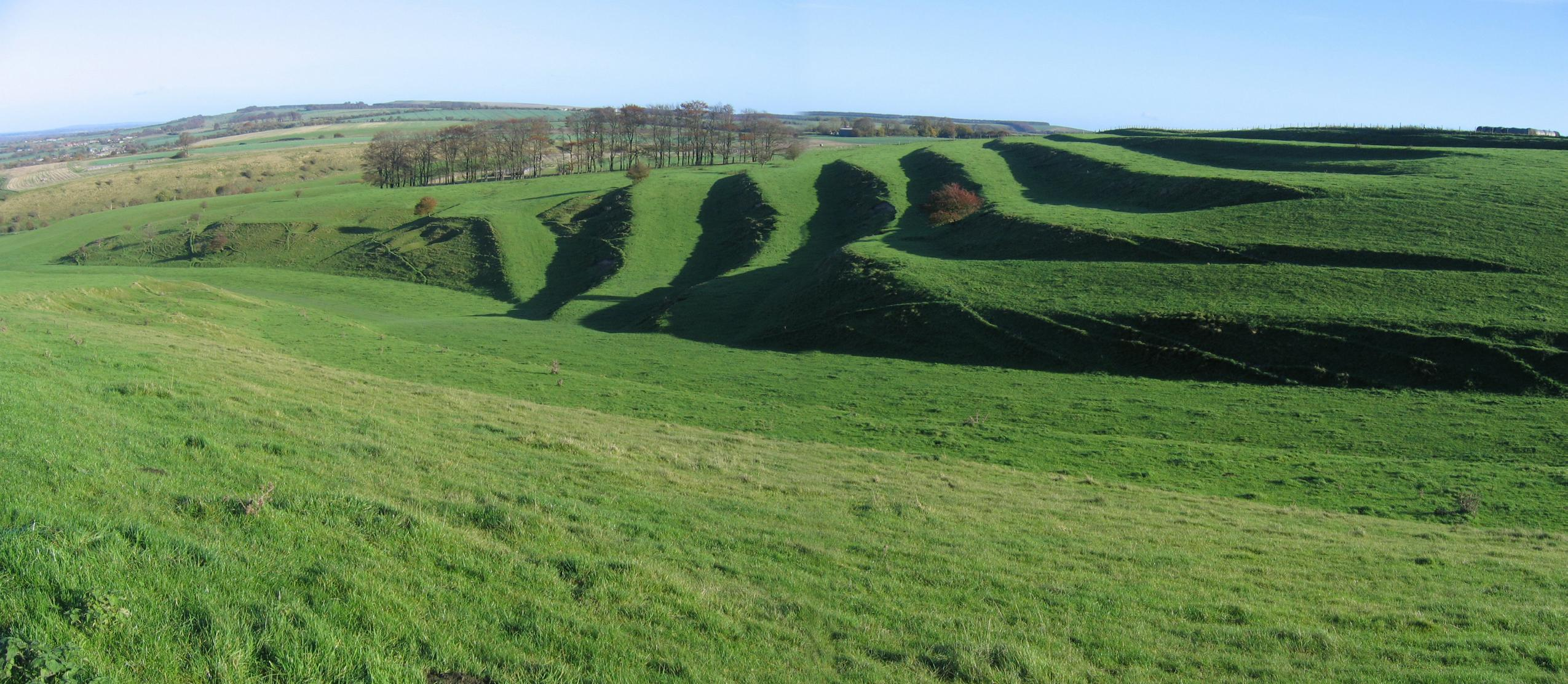
کرت‌بندی در سیستم Lynchet در نزدیکی Bishopstone در ویلتشر
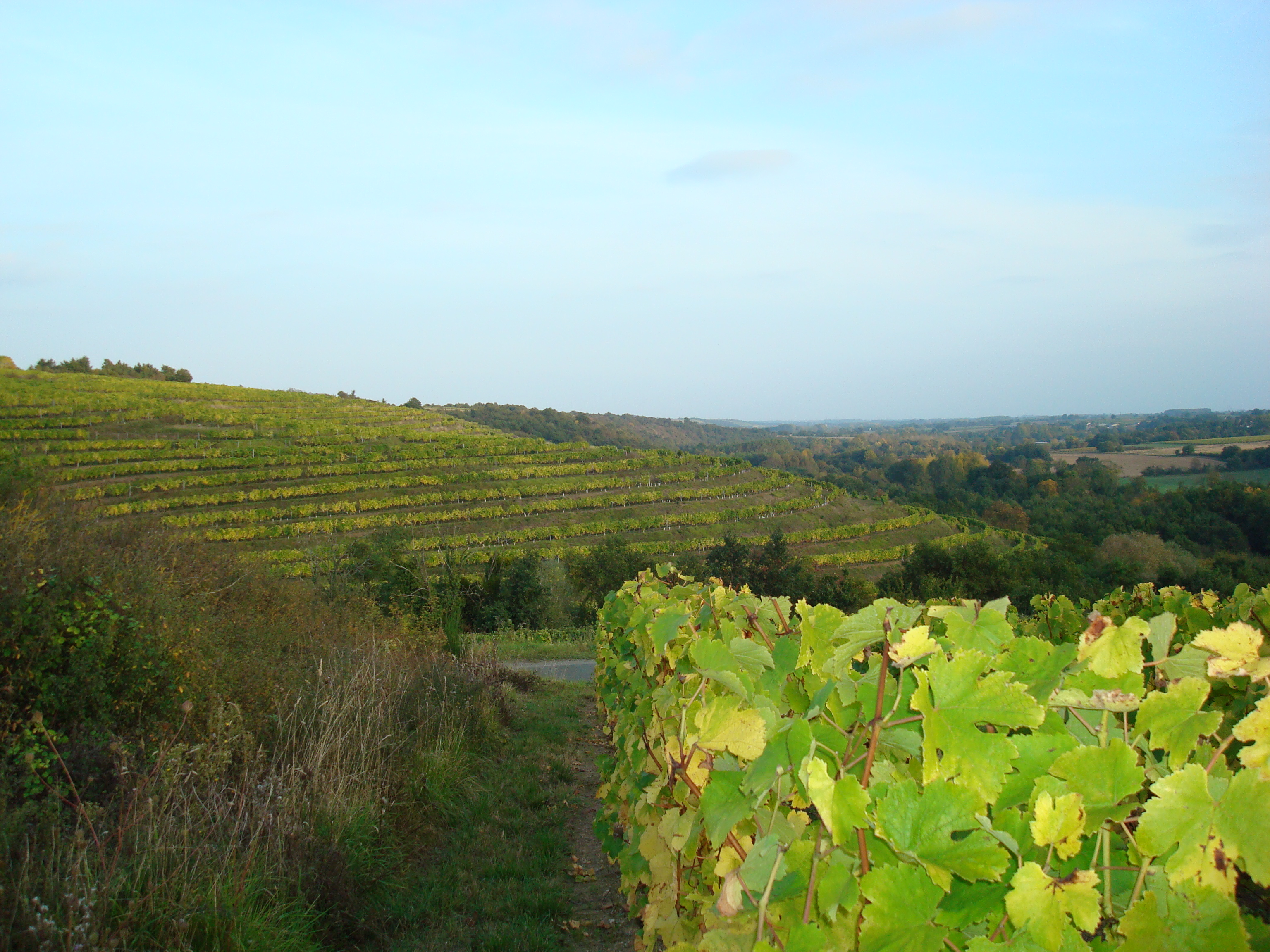
تاکستان کرت‌بندی‌شده در coteaux du Layon در کمون Faye-d'Anjou ،من-ا-لوآر، فرانسه.
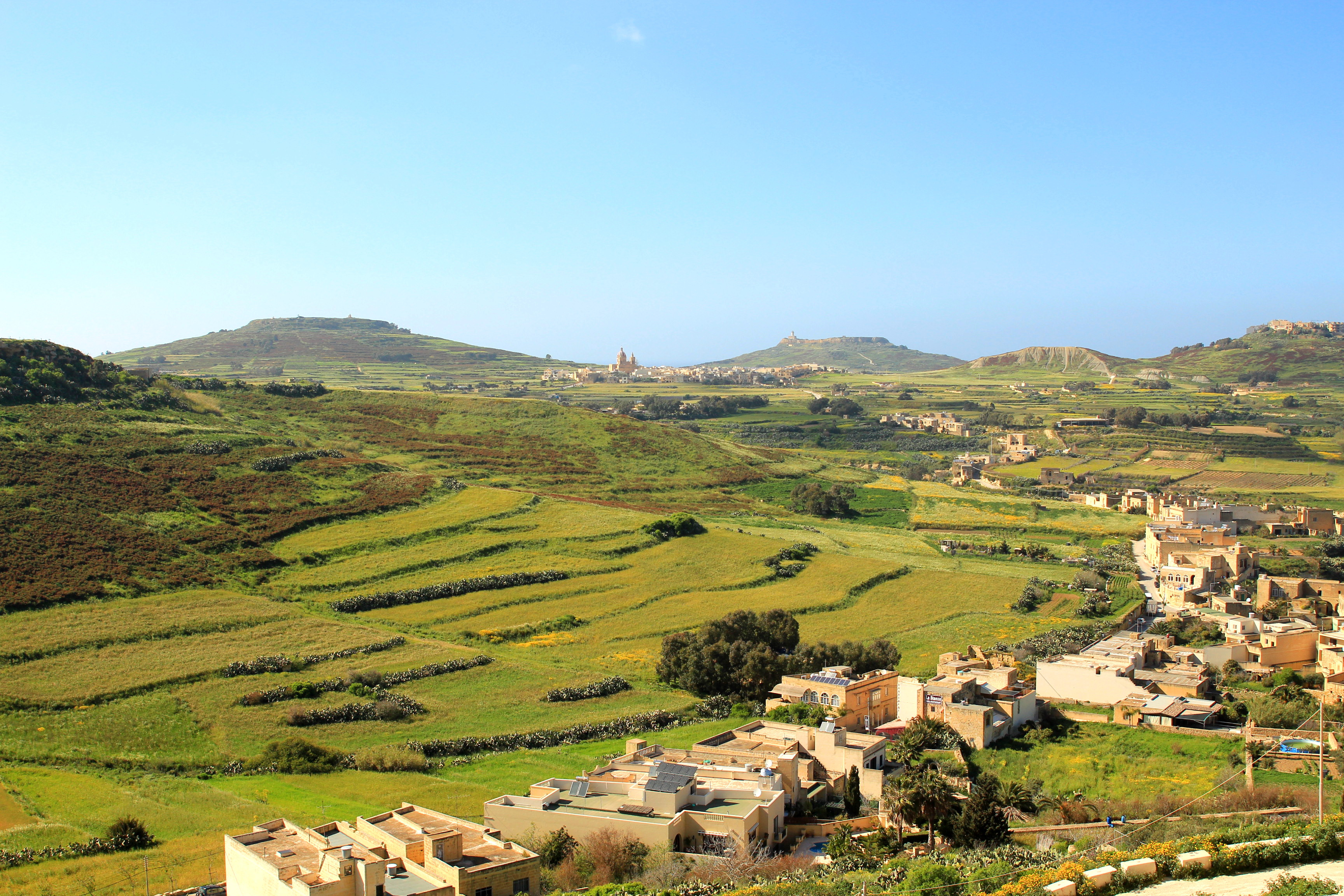
مزارع کرت‌بندی‌شده در جزیره غودش، مالت
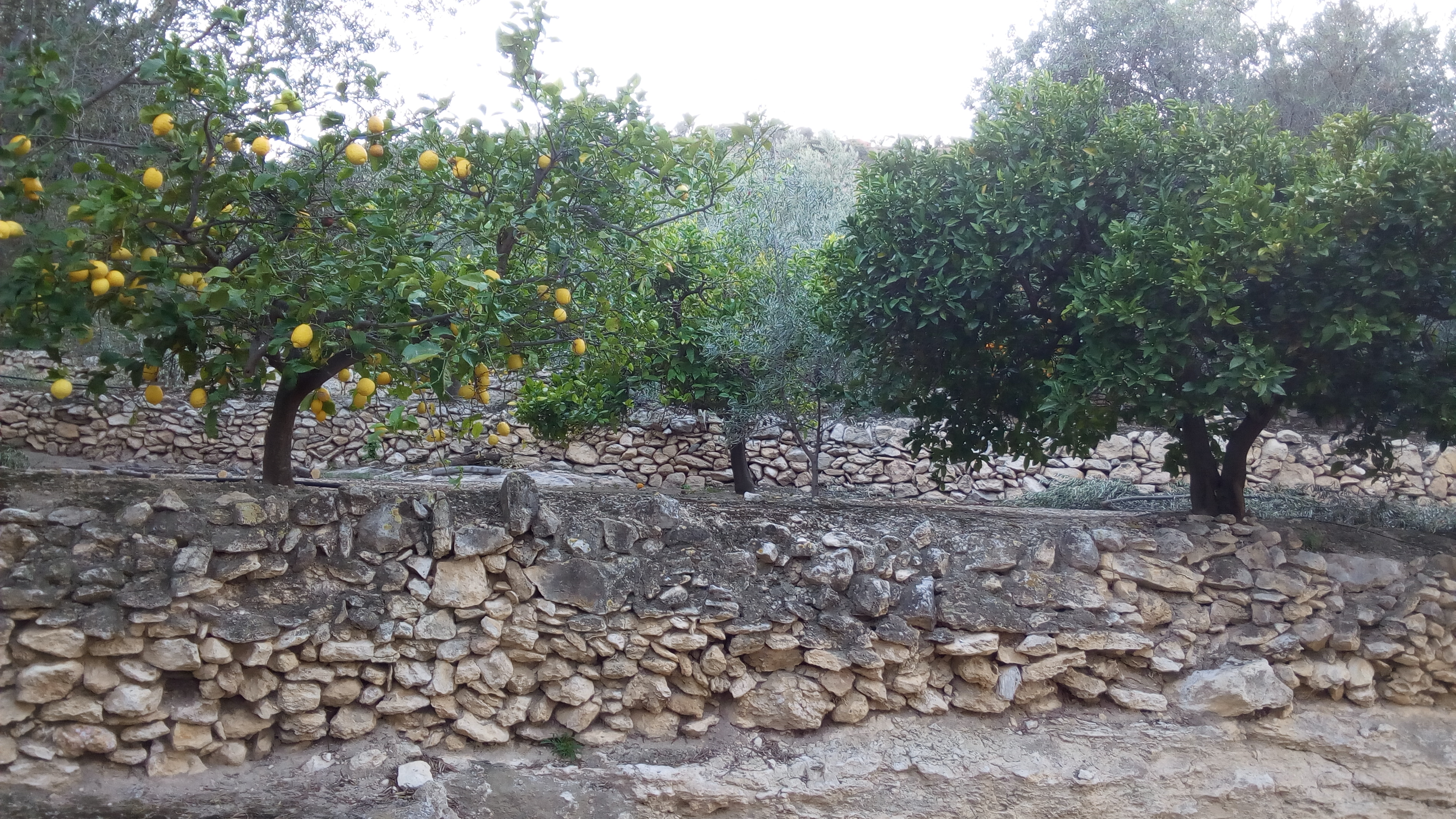
نخل مرکبات و زیتون‌های مخلوط در دره لکرین، اندلس، اسپانیا.
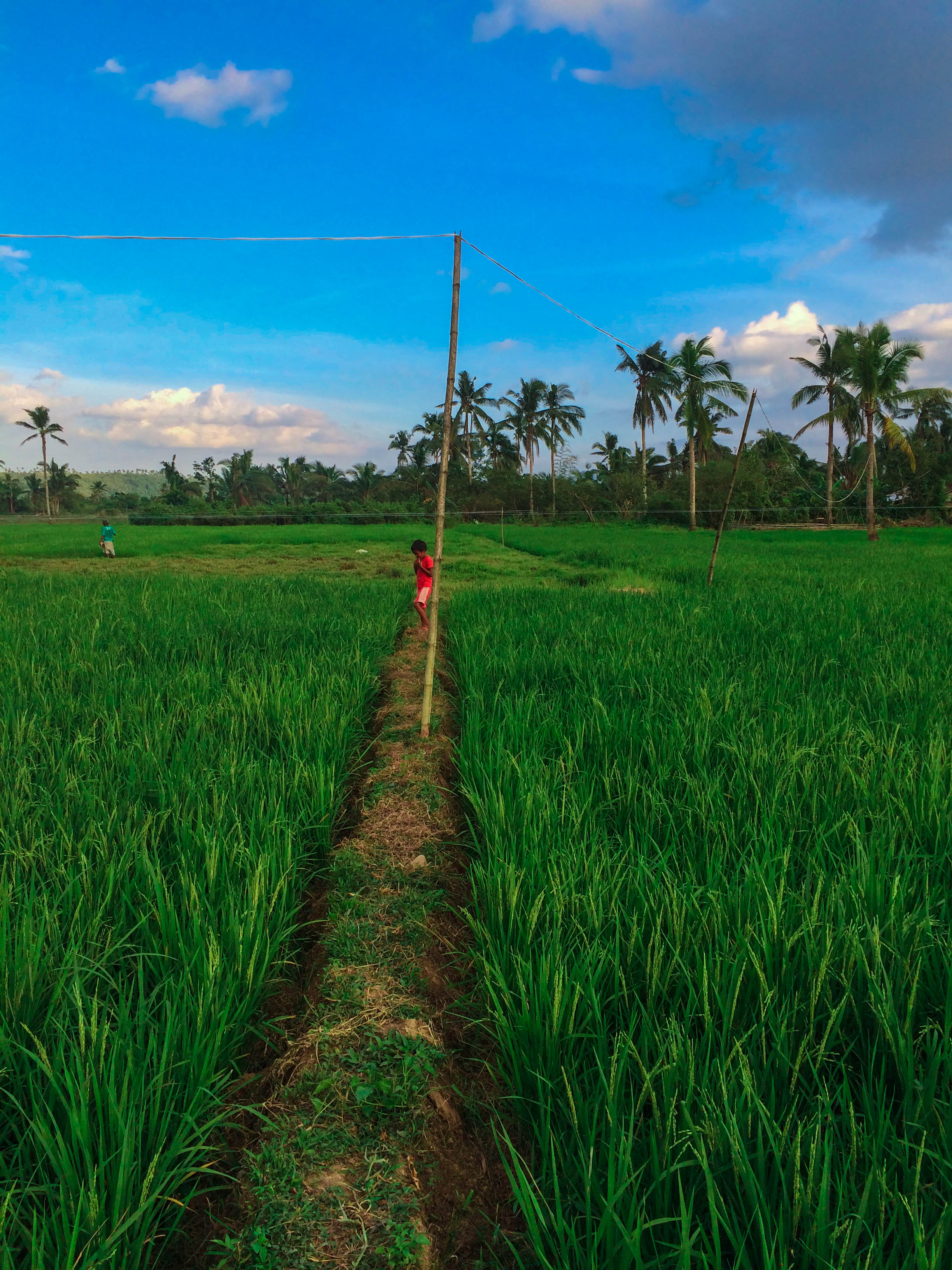
شالیزار برنج در بنگال غربی، هند.